# Michael Steger
Michael Steger (Los Angeles, 27 de maio de 1980) é um ator estadunidense.

## Biografia

### Vida pessoal
Michael é o terceiro de quatro filhos do casal Steger e é descendente de equatorianos, austríacos e noruegueses. 

### Carreira
Steger começou sua carreira em diversos comerciais e numa participação como ator convidado em um episódio de V.R. Troopers em 1994. 9 anos depois, em 2005, ele estrelou o filme 3 Girls and the Golden Cocoon e fez participações em seriados como  NCIS, Hannah Montana e The Winner logo depois.
Em 2007, ele ainda estrelou os filmes The Man Under the Tree, no papel de Guido, e Meg, ao lado da atriz Juliana Moreno. E no ano seguinte participou do telefilme The Cheetah Girls: One World, junto de Adrienne Bailon e Sabrina Bryan, e foi confirmado no elenco de 90210 como Navid Shirazi.

## Filmografia

### Televisão
- 2011 90210 como Navid Shirazi
- 2010 True Blood como Tony Steger
- 2008 Criminal Minds como Sam
- 2008 The Cheetah Girls: One World como Vikram
- 2008 Cory in the House como Juan Carlos
- 2007 Hannah Montana como Guillermo Montoya
- 2007 The Winner como Miguel
- 2005 NCIS como Sniper
- 2005 clipe do The KillersBones
- 1994 V.R. Troopers como Josh

### Cinema
- 2010 Assisting Venus como Greg Severin
- 2007 Meg como Bob
- 2007 The Man Under the Tree como Guido
- 2005 3 Girls and the Golden Cocoon como Travis